# داروساز (فیلم ۲۰۱۰)
«داروساز» (انگلیسی: The Pharmacist (2010 film)) فیلمی در ژانر درام، کمدی، و کمدی-درام است.